# Ambro Kragh
Carl Ambro Kragh (født 10. juli 1937 i København, død 21. januar 2005) var en dansk journalist, chefredaktør og forfatter.

## Biografi
Efter studentereksamen fra Akademisk Studenterkursus i 1955 blev han uddannet journalist i 1960. Elevtiden tilbragte han på blandt andet Thisted Amts Tidende og Vestkysten. 
I 1960 kom han til Ekstra Bladet og begyndte tidligt at beskæftige sig med den københavnske underverden. Det førte til romanen Den fede, der udkom i 1966. Han blev chef for avisens Jyllandsredaktion, redaktionschef i København og fra 1985 avisens chefredaktør, men blev afskediget med øjeblikkelig virkning tre år senere. 
Efter nogle år i Grønland, hvor han virkede som journalist, kom han i 1990 til Politiken, hvor han beskæftigede sig med rockermiljøet i Danmark. Her fik han som den første journalist kontakt til den tidligere rocker Dan Lynge. Han stoppede på Politiken i 1997 og udgav få måneder senere bogen Englenes gerninger, der indeholdt betydelig afsløringer om rockergrupperne i Danmark. For bogen blev han nomineret til Cavlingprisen, men fik den ikke.  I 1998 modtog han De Berlingske Journalisters Pris for sin "vedholdende dækning af rockerne og deres handlinger".